# Breathe (Vladana Vučinić)
Breathe è un singolo della cantante montenegrina Vladana Vučinić, pubblicato il 5 marzo 2022.

## Descrizione
Il 4 gennaio 2022 è stato confermato che l'emittente pubblica montenegrina RTCG ha selezionato Vladana Vučinić internamente come rappresentante nazionale all'Eurovision Song Contest 2022. Il giorno seguente è stato confermato che il suo brano eurovisivo si sarebbe intitolato Breathe. Il brano è stato presentato in anteprima la sera del successivo 4 marzo durante lo speciale televisivo Montenegro, 12 punti ed è stato pubblicato in digitale allo scoccare della mezzanotte del 5 marzo. Nel maggio successivo Vladana si è esibita durante la seconda semifinale della manifestazione europea, dove si è piazzata al 17º posto su 18 partecipanti con 33 punti totalizzati, non riuscendo a qualificarsi per la finale. È risultata la preferita dal televoto in Serbia.
Per il mercato finlandese e italiano, sono state realizzate due riarrangiamenti intitolati Jää e Respira, quest'ultimo in parte riproposto durante l'esibizione eurovisiva a Torino. Respira è stato successivamente eseguito come esibizione d'apertura di Montesong 2024.

## Tracce
Testi e musiche di Vladana Vučinić e Darko Dimitrov.
1. Breathe – 3:00

Jää – Versione finlandese
1. Jää (Versione finlandese) – 3:05

Respire – Versione italiana
1. Respira (Versione italiana) – 4:16